# Guillaumes
Guillaumes (Occitaans: Guilherme; Italiaans (verouderd): Guglielmi) is een gemeente in het Franse departement Alpes-Maritimes (regio Provence-Alpes-Côte d'Azur) en telt 694 inwoners (2005). De plaats maakt deel uit van het arrondissement Nice.
Het kasteel met een donjon werd gebouwd in de 15e eeuw door René I van Anjou. Het kasteel werd ontmanteld in de 18e eeuw en is sindsdien enkel een ruïne.
In de jaren 1920 werd een brug over de Var gebouwd voor de tramlijn tussen Guillaumes en Pont-de-Gueydan. Deze tramlijn over 20 km werd in 1929, na amper zes jaar, al weer gesloten. De brug kreeg de naam Pont de la Mariée naar een pasgetrouwde vrouw uit Parijs die in 1927 tijdens haar huwelijksreis van de brug zou zijn gevallen. De brug boven een afgrond van 80 m werd later populair bij bungeejumpers.

## Geografie
De oppervlakte van Guillaumes bedraagt 88,8 km², de bevolkingsdichtheid is 7,8 inwoners per km². De Tuébi mondt er uit in de Var. Deze laatste rivier stroomt door de gemeente en heeft ten zuiden van Guillaumes een kloof, de Gorges de Daluis, uitgesleten in de rode schist.
De onderstaande kaart toont de ligging van Guillaumes met de belangrijkste infrastructuur en aangrenzende gemeenten.

## Demografie
Onderstaande figuur toont het verloop van het inwonertal (bron: INSEE-tellingen).
Vanwege een beveiligingsprobleem met de MediaWiki Graph-software is het momenteel niet mogelijk deze grafiek weer te geven. Zodra de software is bijgewerkt zal de grafiek vanzelf weer zichtbaar worden.